# Pseudomyrmex terminalis
Pseudomyrmex terminalis é uma espécie de formiga do género Pseudomyrmex, subfamilia Pseudomyrmecinae. Esta espécie foi descrita cientificamente por Smith em 1877.

## Distribuição
Encontra-se em Brasil e Equador.